# 우루과이의 국장

우루과이의 국장

우루과이의 국장은 1829년 3월 19일에 제정되었다.
국장 위에는 황금색 5월의 태양이 그려져 있는데 태양은 우루과이의 여명을 의미한다. 국장 가운데에는 네 개의 작은 공간으로 나뉜 타원이 그려져 있다.
타원 왼쪽 상단에는 파란색 바탕에 천칭이 그려져 있고 오른쪽 상단에는 은색 바탕에 몬테비데오 언덕의 정상에 세워진 성곽이 그려져 있다. 천칭은 평등과 정의의 상징이며 성곽은 역량을 의미한다. 타원 왼쪽 하단에는 은색 바탕에 달리고 있는 검은 말이 그려져 있고 오른쪽 하단에는 파란색 바탕에 황소가 그려져 있다. 말은 자유를 상징하며 황소는 풍요의 상징이다.
국장 왼쪽을 월계수 가지가, 국장 오른쪽을 올리브 가지가 감싸고 있으며 파란색 리본이 이를 묶고 있다. 월계수 가지와 올리브 가지는 명예와 평화를 의미한다.

## 같이 보기
- 우루과이의 국기